# Klorhexidin

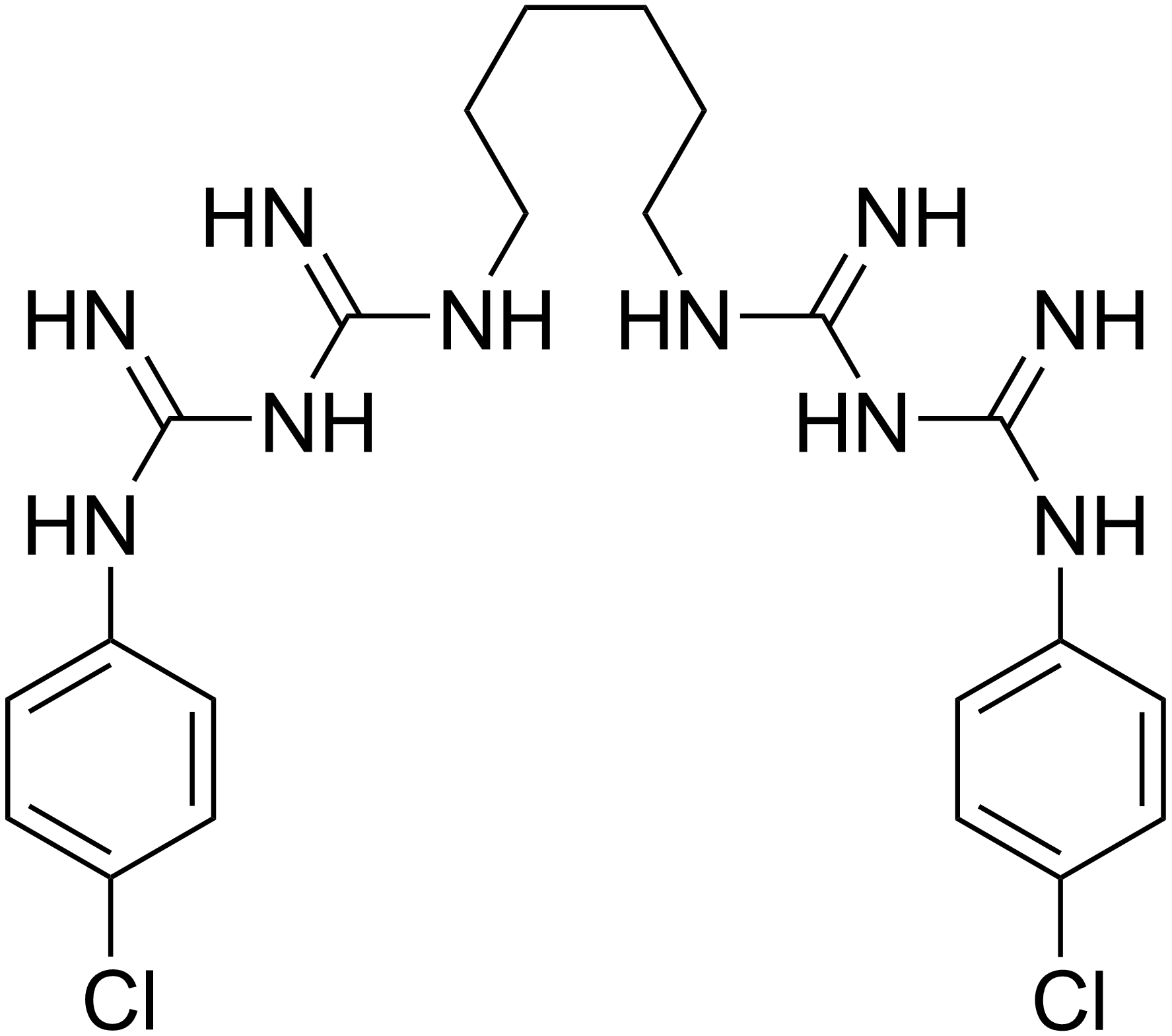
Strukturformel

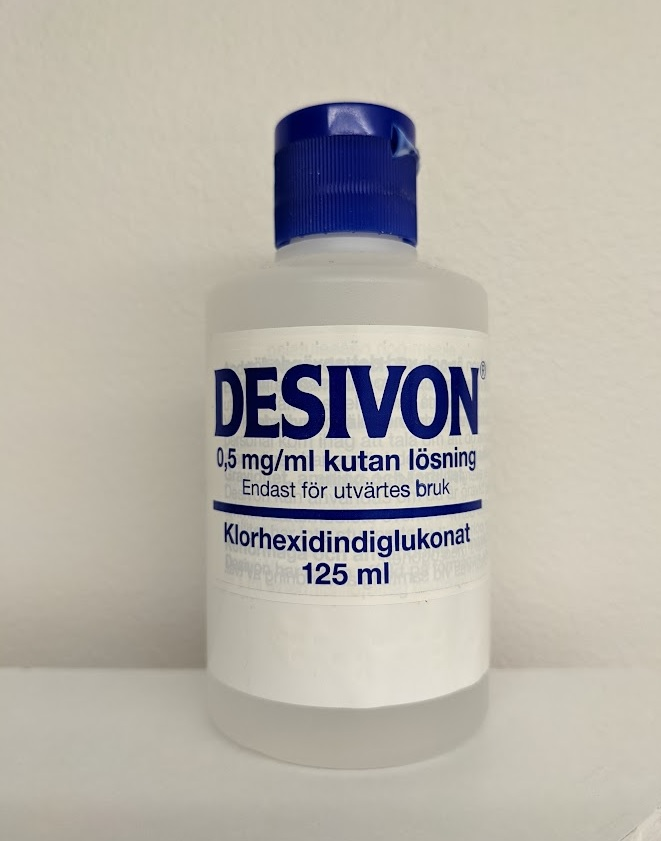
Klorhexidin under varumärket Desivon

Klorhexidin är en kemikalie som i Sverige räknas som receptfritt läkemedel i huvudsak för utvärtes bruk med antiseptisk verkan och ofta i kombination med någon alkohol för att förstärka effekten. Det är fettlösligt och inaktiveras vid kontakt med organiska ämnen som fett, tvål, blod och blodprodukter och liknade. Klorhexidin är effektivt mot såväl grampositiva som gramnegativa bakterier och har både baktericid och bakteriostatisk verkan, då den är membranstörande. Det har även verkan på svampar och vissa virus, men denna funktion har inte närmare utretts.

## Varning
Produkter som innehåller höga koncentrationer av klorhexidin bör inte användas i ögon och får ej användas i leder eller på senor. Klorhexidin är neurotoxiskt och får därför inte heller användas på eller i centrala nervsystemet som hjärnan, hjärnhinnorna eller i öron vid perforerade trumhinnor. Klorhexidin i mycket låga koncentrationer används dock i vissa kontaktlinsvätskor.

## Biverkningar
Sällsynt förekommer anafylaktisk reaktion liksom nässelutslag och kontakteksem.

## Miljöpåverkan
Bedömningen är att användning av klorhexidin kan medföra medelhög risk för miljöpåverkan och det finns kvar länge i miljön men har låg potential att ackumuleras i levande organismer.